# Зірочки Артемчука
Зірочки Артемчука (Gagea artemczukii) — вид трав'янистих рослин родини лілійні (Liliaceae), поширений у південно-східній Європі.

## Опис
Багаторічник, 8–15 см. Прикореневий лист плоский, вузьколінійний, завширшки 3–4.5 мм, знизу з більш-менш ясно вираженим кілем. Квітконіжки голі. Суцвіття зонтикоподібні, з 2–10 квіток; листки оцвітини всередині зеленувато-блідо-жовті, зовні зеленуваті, з блідою плівчастою окантовкою, 11–15 мм завдовжки.

## Поширення
Європа: південно-західна Росія, Україна.
В Україні зростає на сухих відкритих глинистих схилах — у Приазов'ї, вздовж правого берега р. Молочної, зрідка.